# شارون بولوك
شارون بولوك هي كاتبة مسرحية وممثلة كندية، ولدت في 19 أبريل 1936 في فريدريكتون في كندا. من الجوائز التي نالتها زمالة الجمعية الملكية الكندية.

## جوائز
- زمالة الجمعية الملكية الكندية

## وصلات خارجية
- شارون بولوك على موقع IMDb (الإنجليزية)